# Banshee (Kings Island)
Banshee („Todesfee“) im US-amerikanischen Freizeitpark Kings Island (Mason, Ohio) ist eine Stahlachterbahn vom Modell Inverted Coaster des Herstellers Bolliger & Mabillard, die am 18. April 2014 offiziell eröffnet wurde. Die 1257 m lange und 24 Millionen Dollar teure Strecke erreicht eine Höhe von 51 m, aus der die Züge auf eine Höchstgeschwindigkeit von 109 km/h beschleunigt werden, und besitzt neben fünf weiteren Inversionen einen auf Achterbahnen einmaligen Pretzel-Knot.

## Geschichte

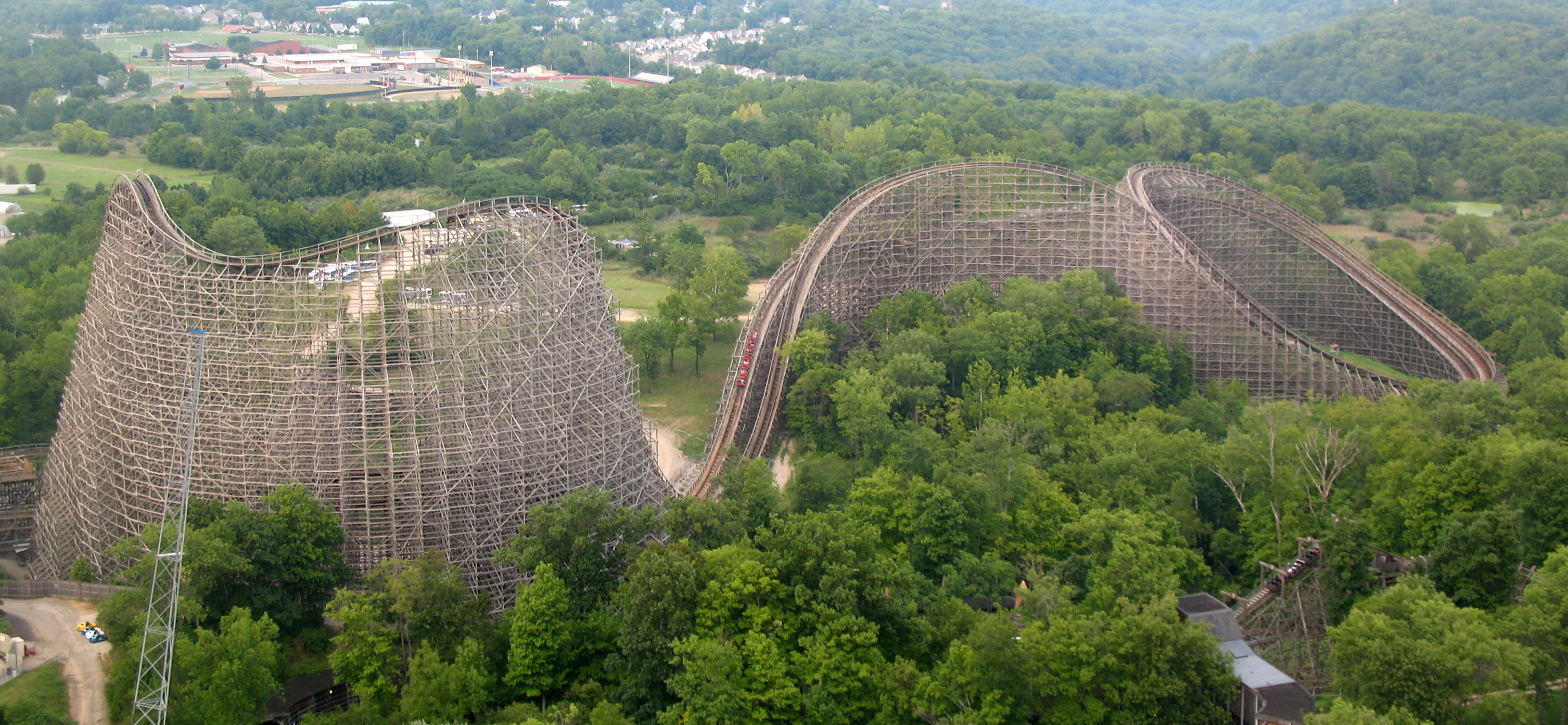
Die abgerissene Bahn Son of Beast

Banshee wurde auf dem Gebiet der ehemaligen Holzachterbahn Son of Beast und einer Go-Kart-Strecke errichtet. Nach mehreren Zwischenfällen in den Jahren 2006 und 2009 wurde im Juli 2012 angekündigt, dass Son of Beast für die zukünftige Erweiterung des Parks abgerissen werden würde. Allerdings wurde zu diesem Zeitpunkt noch nicht bekanntgegeben, was die Bahn ersetzen würde.
Nach den vollendeten Abrissarbeiten begannen die Bauarbeiten für Banshee am 22. April 2013.
Am 24. April 2013 wurde der Name Banshee als Markenname für Kings Island eingetragen.
Kings Island begann die neue Attraktion ab dem ersten Tag der Saison 2013 zu bewerben. Es wurde daher ein Bauzaun errichtet, der mit einer mysteriösen Aufschrift die Aufmerksamkeit der Besucher erregen sollte, jedoch noch keine genauen Informationen lieferte. Im Verlaufe des Sommers wurden immer wieder neue Hinweistafeln in der Nähe der Baustelle errichtet.
Am 10. Juni begann der Park seine Social-Media-Kampagne, indem ein Foto der Baustelle mit der Aufschrift „Field of Dreams“ hochgeladen wurde.
Die Werbekampagne wurde mit der Aufstellung von fünf Vogelscheuchen und mehreren Twitter Beiträgen mit Informationen über die neue Attraktion fortgesetzt.
Als weitere Werbemaßnahme wurden Anfang Juli Geräuschaufnahmen von schreienden Personen in der Nähe der Baustelle abgespielt.
Zwei Wochen später wurden als Dekoration Eulen in nahe gelegenen Bäumen platziert.
Am 31. Juli 2013 wurde offiziell bekannt gegeben, dass die Pläne für die neue Attraktion am 8. August um 22 Uhr vorgestellt werden würden.
Eine limitierte Anzahl an Eintrittskarten inklusive einer Baustellentour und einem reservierten Sitzplatz auf einer Kirchenbank während der Präsentation wurde an die Öffentlichkeit verkauft. Der Erlös wurde für die Brustkrebsforschung gespendet.
Am 1. August wurden einige Konstruktionspläne ohne Erlaubnis des Parks veröffentlicht.
Am 8. August 2013 kündigte Kings Island schließlich auf besagter Pressekonferenz Banshee, den längsten Inverted Coaster der Welt, an.
Mit Baukosten von 24 Millionen US-Dollar ist dies die größte Investition in der gesamten Parkgeschichte.
Banshee wird nach Diamondback die zweite von Bolliger & Mabillard und die 14. Achterbahn insgesamt in Kings Island sein.
Mitte August trafen die ersten Schienenteile im Park ein, sodass am 27. August das erste Streckenstück errichtet wurde.
Am 18. April 2014 wurde Banshee offiziell eröffnet.

## Fahrt
Nachdem der Zug die Station verlassen hat, durchfährt er eine Linkskurve, die in dem Lifthill endet. In einer Höhe von 51 Metern angekommen, gelangt der Zug in die 46 Meter hohe in einer Rechtskurve angelegte Abfahrt. Es folgen ein Dive-Loop sowie ein Looping um den Lifthill herum. Der Zug durchfährt anschließend eine Zero-g-Roll, einen Pretzel-Knot und einen zweiten Looping. Bevor der Zug in die Schlussbremse einfährt, gelangt der Wagen noch in ein Inline-Twist und eine linksgeneigte Helix.
Aufgrund der Hanglage, auf der die Bahn gebaut ist, erreicht Banshee im Gegensatz zu den meisten Achterbahnen die Höchstgeschwindigkeit von 109 km/h nicht nach der ersten Abfahrt, sondern erst auf der Hälfte der durchfahrenen Strecke.

## Technik

### Schiene
Die aus Stahl gefertigte Schienenstrecke ist 1257 Meter lang und der Lifthill ist ca. 51 Meter hoch. Die Schienen sind violett und die Stützen blau. Die Schienen wurden von der Firma Clermont Steel Fabricators, dem Produzenten von Bolliger & Mabillard, in Batavia (Ohio) hergestellt.

### Züge
Banshee verfügt über drei identische, aus Stahl und Fiberglas gefertigte Züge mit jeweils acht Wagen. Jeder Wagen besteht aus einer Reihe mit vier Sitzen, sodass ein Zug eine Kapazität von 32 Personen besitzt und ca. 1650 Personen pro Stunde in der Anlage befördert werden können.
Jeder einzelne Sitz hat einen neuartigen flexiblen Schulterbügel als Rückhaltesystem, wie sie auch auf Wing Coastern des gleichen Herstellers eingesetzt werden.

## Thematisierung
Die Thematisierung der Bahn ist an einen weiblichen mythologischen Geist des gleichen Namens angelehnt.
Zusätzlich zur eigentlichen Bahn wurde außerdem ein Platz mit entsprechender Thematisierung errichtet, um das Gesamtbild der Bahn abzurunden.

## Rekorde
Banshee war mit einer Länge von 1257 Metern zur Eröffnung der längste Inverted Coaster der Welt.
Außerdem verfügt die Bahn über zwei neue Elemente. Der erste Looping, durch den im Inneren der Lifthill hindurch führt, ist einmalig für einen Inverted Coaster. Es gibt nur zwei weitere ebenfalls von Bolliger & Mabillard hergestellte Bahnen, die diese spezielle Lage des Loopings besitzen: Der Sitting Coaster Kumba in Busch Gardens und der Stand-Up Coaster Riddler’s Revenge in Six Flags Magic Mountain.
Einmalig für eine Achterbahn ist das Pretzel Knot-Element. Dieses besteht aus einem Batwing, bei dem sich die Ein- und Ausfahrt kreuzen. Zwar gab es mit Moonsault Scramble ab 1983 schon einmal eine Bahn mit Pretzel Knot, diese wurde jedoch im Jahr 2000 aufgrund der bei der Durchfahrt entstehenden g-Kräfte geschlossen.